# Bad beat
 (janvier 2010).
Si vous disposez d'ouvrages ou d'articles de référence ou si vous connaissez des sites web de qualité traitant du thème abordé ici, merci de compléter l'article en donnant les références utiles à sa vérifiabilité et en les liant à la section « Notes et références ».

## Définition
Le bad beat est une expression tirée du vocabulaire anglophone du poker qui désigne une situation fréquente où un joueur est en possession
d'une main de poker forte, face à un joueur possédant une main de valeur inférieure, voire faible et que ce dernier remporte la main en touchant une ou plusieurs cartes favorables.
On assiste souvent à ce genre de situation lors de tournois de poker, particulièrement la variante Texas Hold'em No Limit, au moment où un joueur est «à tapis» et que le croupier retourne les cartes communes sans tours d'enchères. À ce moment, seules les cartes sur la table détermineront le gagnant, sans pouvoir reculer ou se coucher. Un autre terme pour désigner une situation semblable est le suckout.
Cette expression peut aussi désigner une situation où une main très forte est battue par une main encore plus forte. (Carré contre Quinte Flush par exemple) La fréquence d'une telle situation est évidemment très faible.
Bad beat est aussi une expression utilisée en dehors du monde du poker, en cas d'évènements inattendus et malheureux.

## Exemple
À la table finale d'un tournoi de poker en ligne No limit Texas Hold'em sit and go de 27 personnes:
Trois joueurs sont toujours en lice : Les joueurs A, B et C avec approximativement le même nombre de jetons, soit environ 13500 jetons. Blinds à 400/800, ante de 100.
Le joueur A est au bouton, le joueur B à la petite blind et le joueur C à la grosse blind.
Les cartes sont distribuées par le croupier. Le joueur A se couche. Le joueur B reçoit (R♥)-(R♠) 
en cartes fermées (une excellente main, particulièrement à 3 joueurs), il relance à 2500 jetons.
Le joueur C suit à 2500 jetons. Le pot est maintenant à 5300 jetons.
Le croupier montre le flop : (Q♥)-(2♦)-(4♠)
Le joueur B mise 2500 jetons. Le joueur C sur relance les enchères à 6500 jetons.
Après un léger temps de réflexion, le joueur B sur relance à tapis. Le joueur C suit à tapis.
Le joueur C montre (R♣)-(V♦). À ce moment le joueur B est en bonne position
pour gagner le pot par rapport au joueur C. Pour être exact, le joueur B a exactement 96,46 % des 
chances d'emporter le pot, contre 3,54 % de chance pour le joueur C. Il reste deux cartes à retourner par le croupier, sans tour d'enchère, car les deux joueurs sont à tapis.
Le tournant apporte : (V♠) Les probabilités en faveur du joueur B sont de 95,45 % et celles du joueur C sont de 4,55 %.
La rivière apporte : (V♣) 
Tableau final : (Q♥)-(2♦)-(4♠) -- (V♠) -- (V♣)
Le joueur C remporte le pot avec un brelan de Valets : (Q♥)-(R♣)-(V♦)-(V♠)-(V♣)
CONTRE
Deux paires, Valets et Rois pour le joueur B : (Q♥)-(R♥)-(R♠)-(V♠)-(V♣)
Le joueur B est éliminé du tournoi en 3e position.